# Новые Петровцы
Но́вые Петро́вцы (укр. Нові Петрівці) — село в Вышгородском районе Киевской области Украины.
Население по переписи 2023 года составляло 9807 человек. Почтовый индекс — 07354. Телефонный код — +380 (45) 96 XX—XXX.

В селе находится бывшая (до 2014 г.) резиденция президента Украины  В. Ф. Януковича.

## Местный совет
Административный центр Новопетровского сельского совета.
Адрес местного совета: 07354, Киевская обл., Вышгородский р-н, с. Новые Петровцы, ул. Свято-Покровская, 171.

## История
- Село Новые Петровцы в истории известно с древности. Оно занимает центральную часть Приднепровской возвышенности, которая начинается от города Вышгорода и заканчивается в селе Старые Петровцы. Эта возвышенность пополам перерезана древним оврагом, что ныне зовется «Западня», а конечные ворота его выходят к Днепру и зовутся «Межигорьем». На южном конце этой возвышенности на заре истории Киевской Руси возникло княжество — город-крепость Вышгород. Тогда же в 3 километрах выше по Днепру между двух высоких лесистых склонов выше по Днепру в местности Межгорье возникла христианская святыня — Межигорский монастырь, или Межигорский Спас, просуществовавший с начала XI века до начала XX века.
- Северную же высоту заняло небольшое поселение, нареклось «Слободой». Слободка имела выход одновременно и к Днепру, и в Межгорье, со временем стала историческим началом села Новые Петровцы.
- Вторая часть Новых Петровец имеет историческое название «Зверинец». Она появляется в XI веке, когда вышгородские князья расположили в этой местности свой охотничий двор — зверинец.
- Киевской властью тогдашние петровские жители были прикреплены к Межигорскому монастырю. Они изнурительно работали на монастырских землях и в имениях, чтобы заработать на жизнь.
- Первое уничтожение Петровец датируется 1240 годом, когда монголо-татарская орда во главе с ханом Батыем разрушила Киев, Вышгород, Межгорье и сами Петровцы. Единичные крестьяне, которым удалось спастись и избежать татарского плена, скрывались в лесах, выбрав их на долгое время своим домом. С окончанием нашествия они вернулись на свои земли, восстанавливая привычный образ жизни.
- Расцвет села приходится на первую половину XVII века. Именно в это время запорожские казаки сделали Межигорский монастырь своим казацким монастырём. Перестраивался и богател монастырь, а крестьяне получали больше работы и больше заработка. Жизнь села налаживалась.
- С построением в 1798 году в Межигорье фаянсовой фабрики численность жителей Новых Петровец начинает снижаться вследствие смертности. На фабрику принимались все желающие старше 12 лет. Рабочий день начинался в пять утра и заканчивался в восемь вечера. Однако относительно высокая заработная плата — от 3 до 7 рублей в месяц серебром, увольнение работающих на фабрике от всех государственных и земских повинностей, налогов, рекрутской службы и т. д. — всё это привлекало многочисленных работников из крестьян. Последствия же такого труда привели к тому, что крестьяне-работники начали болеть, дети, рождённые ими, вырастали хилыми и значительно ниже ростом по сравнению с жителями других сел, большинство населения преждевременно умирали от чахотки, ведь производство было вредным для здоровья.
- Пополняется количественный состав жителей села за счёт беглецов из западных сел, не желавших отбывать барщину под польским гнётом. По переписи 1864 года Новые Петровцы насчитывали 1 442 человека.
- Крестьяне с успехом занимались хлебопашеством, огородничеством, производством кирпича «Межигорка». Построены капиталистами на склонах Днепра в XIX веке 4 кирпичных завода, просуществовавших до 1917 года, обеспечивая заработок тогдашним петровцам. Повсеместно в сельских домах производили глиняную посуду, которую в отсутствие транспорта носили на собственных плечах в Киев на продажу.
- К началу XIX века село было совсем неграмотное, поэтому при фаянсовой фабрике открыли школу для крестьянских детей (закрыли в 1864 году), а в 1895 году открылись 3 двухгодичные церковно-приходские школы, в которых работало всего 2 учителя: один присланный из Киева, другой не имел никакого педагогического образования, петровчанин Шевченко Максим Иосифович, который при церкви научился грамоте и церковному чтению от священника.
- Дети учились только 6 месяцев в холодное время года. Всё остальное своё время они помогали родителям по хозяйству, пасли скот, ходили в наймы.
- По состоянию на 1907 год неграмотность в селе составила 90 %. На средства общины с 1902 по 1910 год по инициативе священника Кукулевского в Новых Петровцах строится Свято-Покровская церковь, действующая и сегодня. После революции все церковные земли раздают безземельным крестьянам.
- Однако уже в 1929 году, с началом коллективизации, петровские отдают всё своё имущество в созданный колхоз. Первым прототипом колхоза за председательством присланных из Киева Янкевича и Орлова был промгос, объединявший промышленность и сельское хозяйство. Впоследствии промышленная артель отдалилась и стала называться «Артель будцеглы», которая просуществовала до 1956 года, а сельская артель получила название «Колхоз им. Парижской Коммуны». Первым председателем поселкового совета стал Марченко Михаил Иванович. В довоенное время колхоз нажил состояние, распространилась письменность, развилась социальная инфраструктура (медицинское обслуживание, образование).

## Лаврентий Похилевич о селе
- Лаврентий Похилевич в «Сказании о населённых местностях Киевской губернии» (1864 год) пишет:
  - «село расположено на возвышенностях вокруг Межигорья; названо Новыми Петровцами в отличие от Старых, в 3-х верстах выше по Днепру лежащих. Основание Новых Петровец должно относить ко времени наибольшего процветания Межигорского монастыря, когда ему встретилась нужда иметь готовую прислугу под рукой, а не обращаться за ней в более или менее отдалённые свои имения. Грамоты королевские, в коих упоминается село Петровцы, относится к Старым Петровцам. В настоящее время жителей обоего пола православных 1 442, евреев 18. С 1859 года, как сказано выше, Петровцы отчислены из-под ведения фабрики, с предоставлением им входить в добровольные условия с содержателем её в случае снятия каких-либо фабричных работ. Жители также с успехом занимаются хлебопашеством, огородничеством и садоводством, но особенную их промышленность составляет выделка так называемого межигорского кирпича, известного своей огнеупорностью и твёрдостью, равняющейся твёрдости черепка. Он делается меньшего формата, нежели обыкновенный строительный и покупается на постройку печей. В Петровцах делают его до 500 000 штук ежегодно. Замечательно, что в горах петровецких попадается часто янтарь.
  - Церковь Покровская деревянная, 5-го класса; земли имеет 74 десятины; большей частью сенокосной; в том числе один сенокос в урочище Зверинец, где в древности находился охотничий двор княжеский, построена в 1746 году. Несколько раз было возобновляемо предположение, чтобы для петровецких жителей сделать приходской церковью здания монастырских межигорских церквей, при коих недавно существовало и приходское училище для детей их».

## Село в годы Второй мировой войны
- Во время Великой Отечественной войны с 19 сентября 1941 года по 18 октября 1943 года село находилось в оккупации и было почти полностью сожжено. Уничтожено 422 дома. Принудительно вывезены в Германию 132 человека, трое замучены. Более 700 человек не вернулось с фронта, отдав свою жизнь за победу; 350 человек награждены высокими наградами за ратный подвиг; звание Героя Советского Союза присвоено Богдану Дмитрию Филипповичу. Память о тех, кто пал на поле боя, увековечена на гранитных плитах, где установлен Вечный огонь.

## Послевоенные годы
- 18 августа 1950 года объединяются колхозы сёл Валки («Большевик»), Вышгород («Новый путь») и Новые Петровцы («Парижская Коммуна») в один колхоз имени Ватутина. Председателем был назначен Медоев Л. Д. Колхоз имел 3650 га земли, под вспашку — 1022 га, под сады — 107 га. Направления — овоще-фруктово-ягодное и молочно-животноводческое.
- 22 января 1959 года по приказу Киевского областного управления овоще-молочных совхозов на базе колхоза образуется совхоз имени Ватутина, которым руководит Медоев Л. Д. до 1965 года.
- 1960-й — год строительства дамбы Киевской ГЭС. Создано искусственное Киевское водохранилище, на дне которого осталось 11 сёл Вышгородского района. Переселенцы сёл Чернена, Сваромля, Староселье были переселены в село Новые Петровцы.

В 1964 году построили новую школу.
- В 1965 году открывается сельский дом культуры — в то время лучший во всём районе, построенный на средства сельского совета и совхоза.

с 1965 года по 1968 директор Кучерявый Иван Омельянович.
- С 1968 года директором совхоза назначен Римарчук Анатолий Николаевич. Совхоз стал миллионером.
- В 1972 году два села — Валки и Новые Петровцы — сливаются в одно и становятся одним селом Новые Петровцы.
- В 1978 году директором назначен Жмурко О. Г.

### Село Валки
- Лаврентий Похилевич в «Сказании о населённых местностях Киевской губернии» (1864 год) пишет:
  - К вышгородскому приходу причислена деревня Валки; она лежит в 2-х верстах от Вышгорода и в 1 от Межигорья на возвышенной равнине. Получила своё название от небольшого вала, служившего в древности точкой опоры при защите Вышгорода с севера, самой слабой стороны Вышгородской крепости. Позднее на месте нынешней деревни находились хозяйственные заведения и огороды Межигорского монастыря и гумно с скирдами хлеба. Само собой разумеется, что было построено несколько простых изб, в коих жили рабочие люди, надсмотрщики монастырского скота, и монастырские конюшни. Вскоре по закрытии Межигорского монастыря, именно в 1788 году, здесь было 6 хат с огородом при каждой и хозяйственными заведениями, в которых жили монастырские служители: Карп Осадчий и Сидор Кириенко из Лубянки, Андрей Сиваш и Семён Кирка из Литвиновки, Сила Пономаренко из Глебовки и Иов Грунько, литвин из Минской губернии; значит все бежавшие из бывшей польской стороны, где систематически утверждалось помещичье право. Представляем таблицу умножения народонаселения в Валках с 1788 года, так как подобная пропорция размножения имела место и во многих других местах Киевского и других уездов:

|   |        |      |       | Мужск. | Женского | Евреев обоего пола | Итого |
| - | ------ | ---- | ----- | ------ | -------- | ------------------ | ----- |
| В | 1788-м | году | было: | 18     | 20       |                    | 38    |
| — | 1796   | —    | —     | 83     | 88       | —                  | 171   |
| — | 1800   | —    | —     | 85     | 83       | —                  | 168   |
| — | 1810   | —    | —     | 84     | 97       | —                  | 181   |
| — | 1820   | —    | —     | 111    | 126      | —                  | 237   |
| — | 1830   | —    | —     | 139    | 132      | —                  | 271   |
| — | 1840   | —    | —     | 143    | 157      | 3                  | 303   |
| — | 1850   | —    | —     | 165    | 170      | 6                  | 341   |
| — | 1860   | —    | —     | 185    | 212      | 10                 | 417   |
| — | 1861   | —    | —     | 210    | 230      | 10                 | 450   |

- - В настоящее время домов крестьянских 73, еврейский 1, корчма 1, запасной магазин с общественным хлебом 1. Такое увеличение населения Валок в короткое время должно приписать удобному местоположению вблизи фабрики, хорошей и ровной почве земли, способной для разведения садов и огородов. Впрочем на здешней почве по свойству её не родит пшеница и овёс. Живого ручья в деревне нет, а для питья пользуются водой из двух колодезей, на двух оконечностях села, северо-западной и юго-восточной, сделанных. При каждом из крестьянских дворов, кроме еврейского, устроены небольшие сады сливяных дерев, что придаёт красивый вид деревни.
  - До 1803 года деревня считалась казённой, а с этого года с селом Петровцами приписана к Межигорской фаянсовой фабрике. (Сословие фабричных казённых крестьян в Киевской губернии существовало только в деревне Валки и селе Петровцах. Хотя в настоящее время вследствие новой хозяйственной системы в казённых фабриках приписанные к фабрикам сравнены с прочими государственными крестьянами, однако мы считаем нелишним записать здесь для памяти, что знаем о прежнем их житье-бытье. Фабричные крестьяне по свойству работ при фабрике разделялись на мастеров и подёнщиков. Первые бессменно работали на фабрике, получая сдельную плату или определённое в месяц жалование, которое простиралось от 3 до 7 руб. сереб., а вторые употреблялись только три дня в неделю в разные при фабрике работы, как-то: к рубке дров, перевозке материалов и изделий фабрики и т. п. без всякой за сие платы, но в виде повинности за пользование землёй пахотной и усадьбой. В деревне Валках считалось в 1858 году мастеров 12, подёнщиков 90. Дома свои фабричные крестьяне строили и покупали по собственному благоусмотрению. Пахотных земель от фабрики давалось как мастерам, так и подёнщикам во все три смены 8 десятин на семью. На работу при фабрике поступали с 12 лет и работали пока силы и здоровье позволяли. На работы собирались в 5 часов утра до 12, потом от 2-х до 8-ми вечера. Женщины были свободны от работ, но в летнее время приглашались для уборки сена и посевов в пользу фабричных чиновников и получали за это по 7 1/2 коп. в день. Жители освобождались от всех государственных и земских повинностей и податей, поставки рекрут и от постоя солдат во всякое время. Заметно, что они малорослее и слабее крестьян соседних деревень и умирают часто преждевременно от лёгочной чахотки. Для разбора между ними маловажных распрей, а также для правильного наряда их на работы, уравнения сельских повинностей и вообще для ближайшего надзора за поведением из среды их и при том ими же самими выбирались старосты и по два помощника на 3 года, которые с другими крестьянами производили дела словесно и решали немедленно жалобы. В случае неудовольствия обиженный приносил жалобу директору фабрики, который, по произведении следствия чрез фабричного полицмейстера, доставлял удовлетворение и производил взыскания. Грамотность между крестьянами стала распространяться со времени заведения крестьянского училища при фабрике, ныне уже закрытого. Теперь в деревне находится грамотных 12 человек, но женщины ни одной. Всё это относится и к селу Петровцам только в большей пропорции, по большему населению этого села.) В 1859 году жителям вновь предоставлены права вольных казённых крестьян".

## Галерея

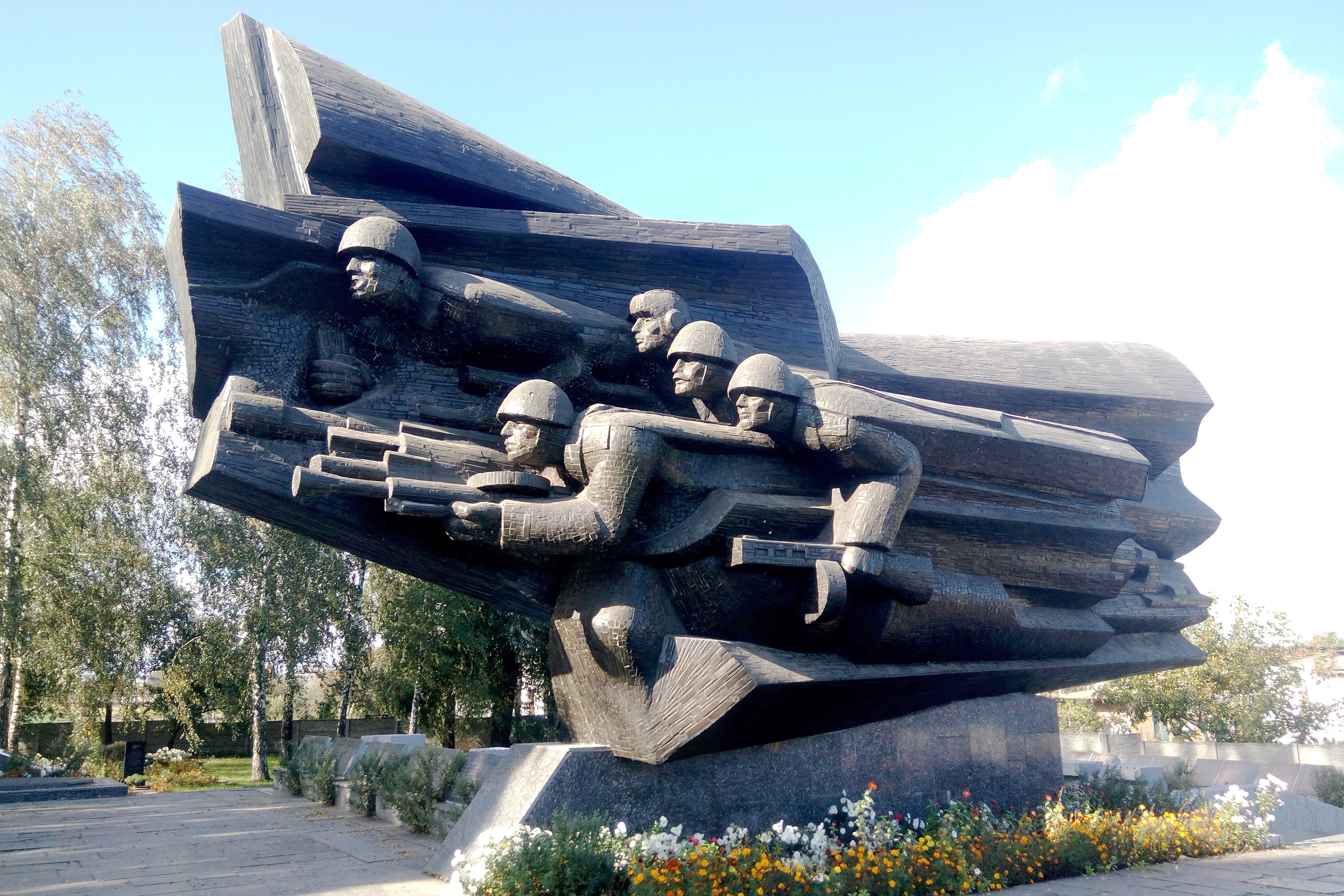
Мемориал Вечной Славы воинам, погибшим в 1943 году
Киевское водохранилище
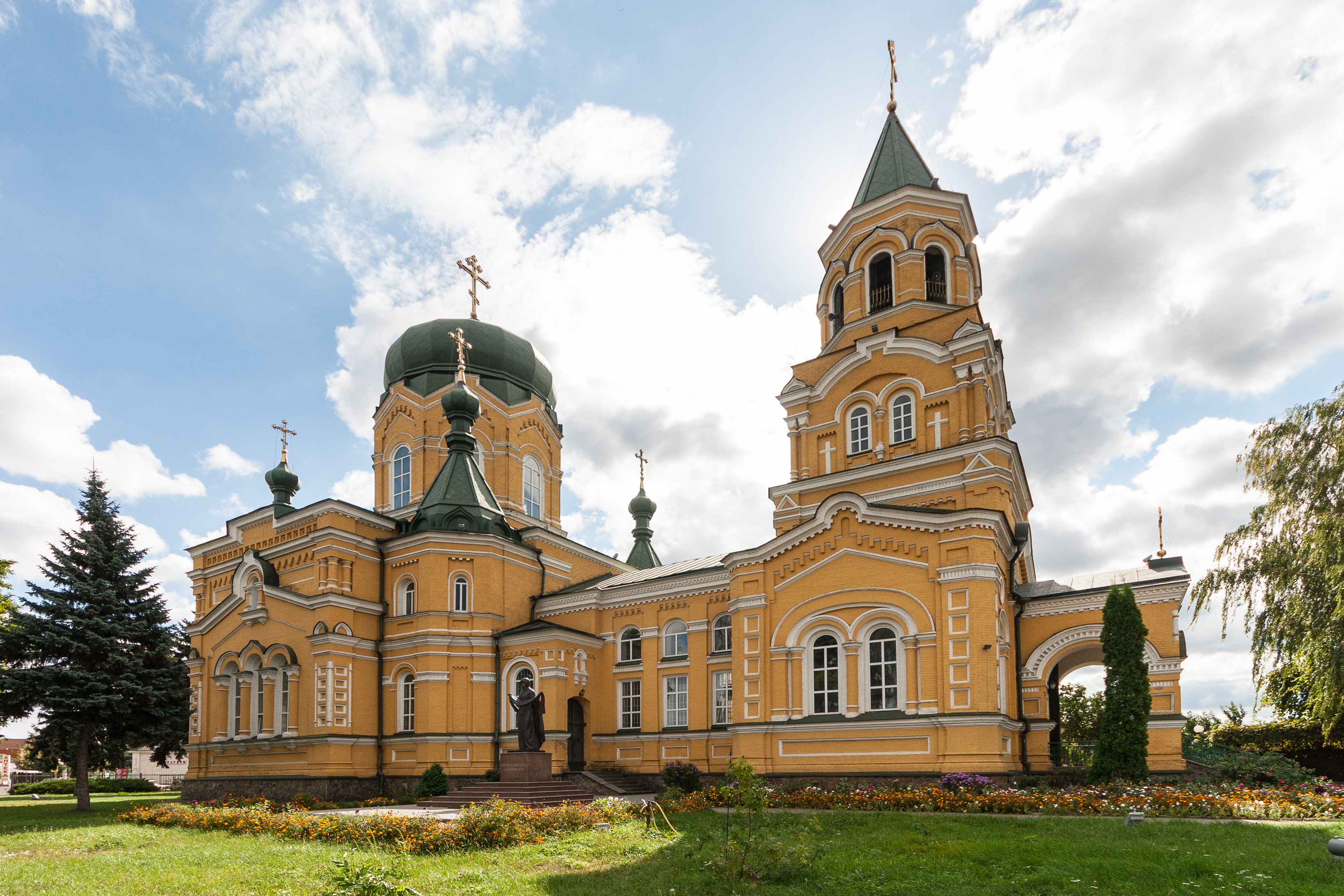
Свято-Покровская церковь
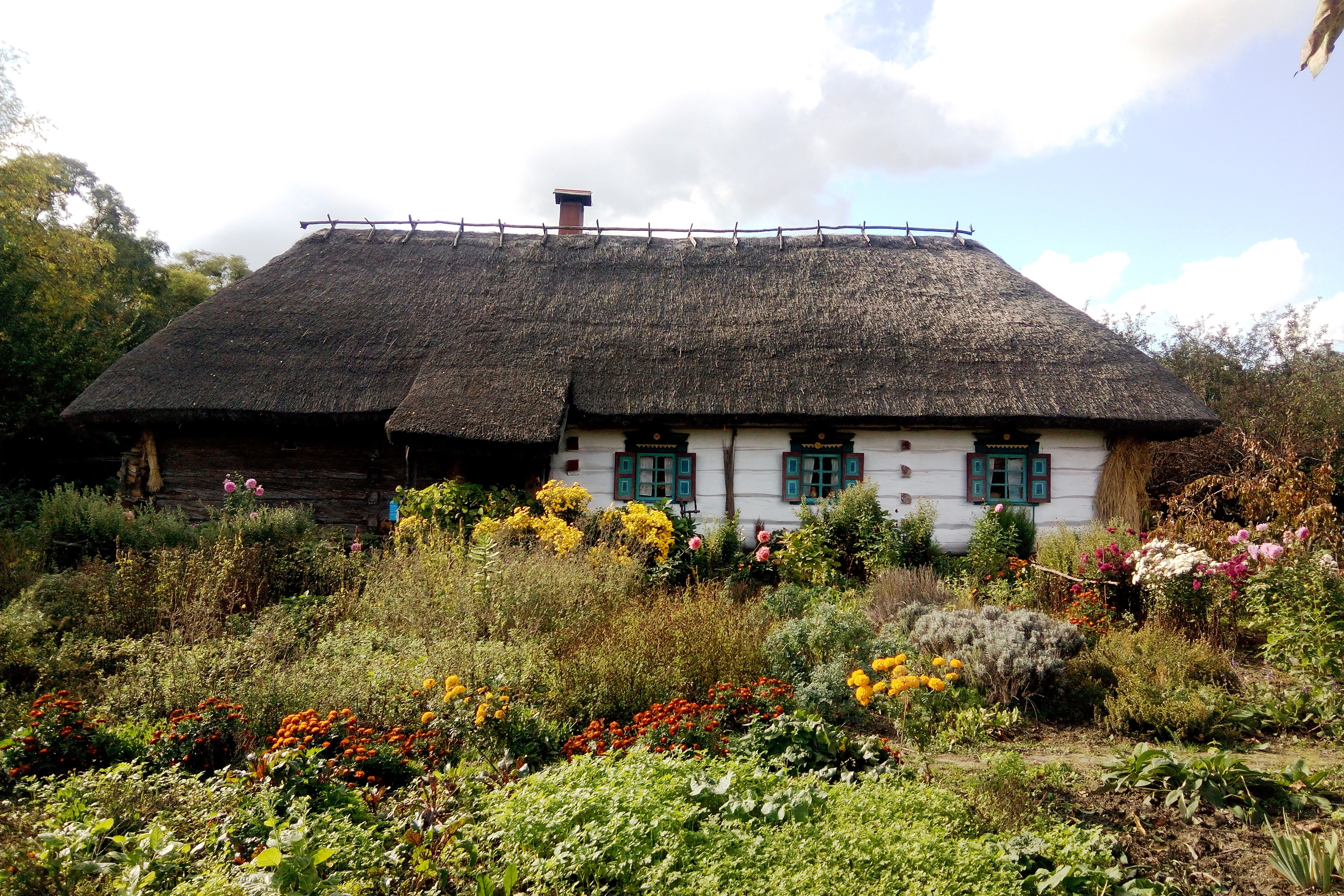
Хутор Савки
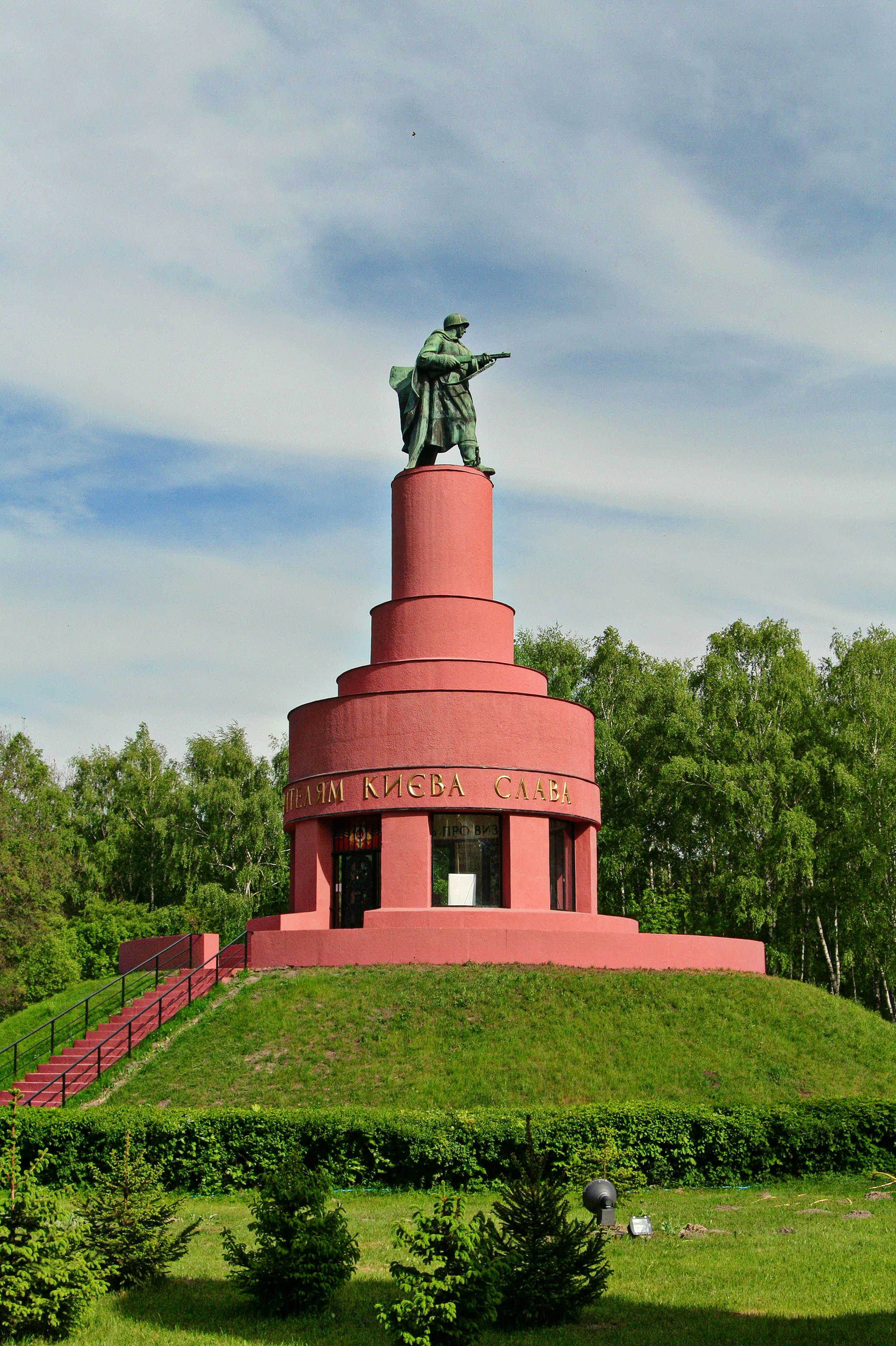
Государственный музей-заповедник «Битва за Киев в 1943 году»